# Giampiero Boniperti
Giampiero Boniperti, né le 4 juillet 1928 à Barengo, dans la province de Novare, au Piémont et mort le 18 juin 2021 à Turin, est un footballeur international et dirigeant sportif italien.
Il passe toute sa carrière dans un seul club, celui de la Juventus, dont il fut également président d'honneur, et qu'il dirigea, à la demande de la famille Agnelli, de 1971 à 1990.
Avec 182 buts toutes compétitions confondues (en 465 matchs), Boniperti fut le meilleur buteur de l'histoire de la Vieille Dame pendant plus de 40 ans, et fut nommé par Pelé parmi les 125 plus grands joueurs de l'histoire.
Il a également été député au Parlement européen.
Il est le grand-père de Filippo Boniperti, jeune espoir italien ayant joué dans l'équipe réserve de la Juventus.

## Biographie

### Carrière sportive

#### Carrière à la Juventus
« À la Juventus, gagner n'est pas important. C'est l'unique chose qui compte. »

— Giampiero Boniperti
Enfant, il commence à jouer au football dans le club de sa ville à Barengo. C'est alors qu'un médecin de la Juventus, ex-camarade d'école de Giampiero, invita l'entraîneur bianconero de l'époque, Felice Borel (également ancienne légende du club), à venir superviser le jeune Boniperti. L'histoire raconte que Borel aurait été impressionné par le talent de Boniperti, au point de le faire tout de suite signer au club, à seulement 16 ans.

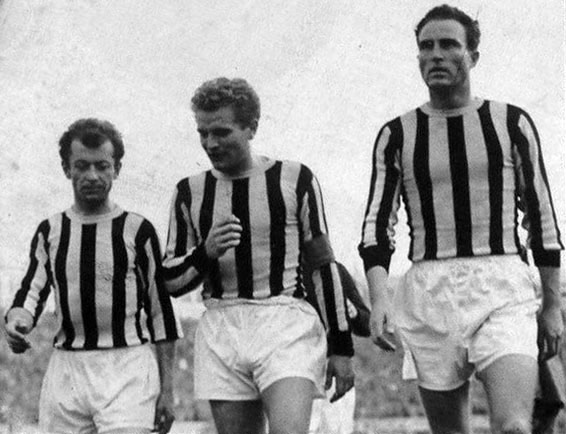
Boniperti en bianconero entre Muccinelli (gauche) et Hansen (droit) au début des années 1950.

Son nom a donc toujours été lié à l'équipe juventina, dans laquelle il a fait ses premiers pas en tant que footballeur après la Seconde Guerre mondiale, disputant son premier match dans le championnat de 1946-47 au poste d'attaquant (lors d'une défaite 2-1 contre le Milan le 2 mars 1947). Il inscrit le premier but de sa carrière trois mois plus tard, contre la Sampdoria, et se montre immédiatement éclatant, inscrivant 5 buts en 6 matches durant sa première saison.
Il obtient tout de suite une place de titulaire, dispute tous les matches de son équipe l'année suivante et termine meilleur buteur de la saison à seulement 20 ans avec 27 buts, devançant le célèbre capitaine du Torino Valentino Mazzola.
Après le drame de Superga qui met fin aux victoires du grand Torino, Boniperti conquiert le scudetto 1949-1950 (son premier trophée) avec la Juventus, continuant à inscrire un nombre de buts impressionnant : il parvient à franchir la barre des 100 buts en Serie A avant son vingt-quatrième anniversaire.
Durant les années 1950 (après le titre de champion de la Serie A 1951-1952), plus aucun titre ne sera conquis par le club, en raison de l'emprise de l'Inter de Skoglund et Lorenzi, du Milan AC et de la Fiorentina de Bernardini.
En 1954, il est nommé capitaine de l'équipe (succédant à Carlo Parola et devenant le 7e capitaine de l'histoire du club), et gardera le brassard jusqu'à la fin de sa carrière.

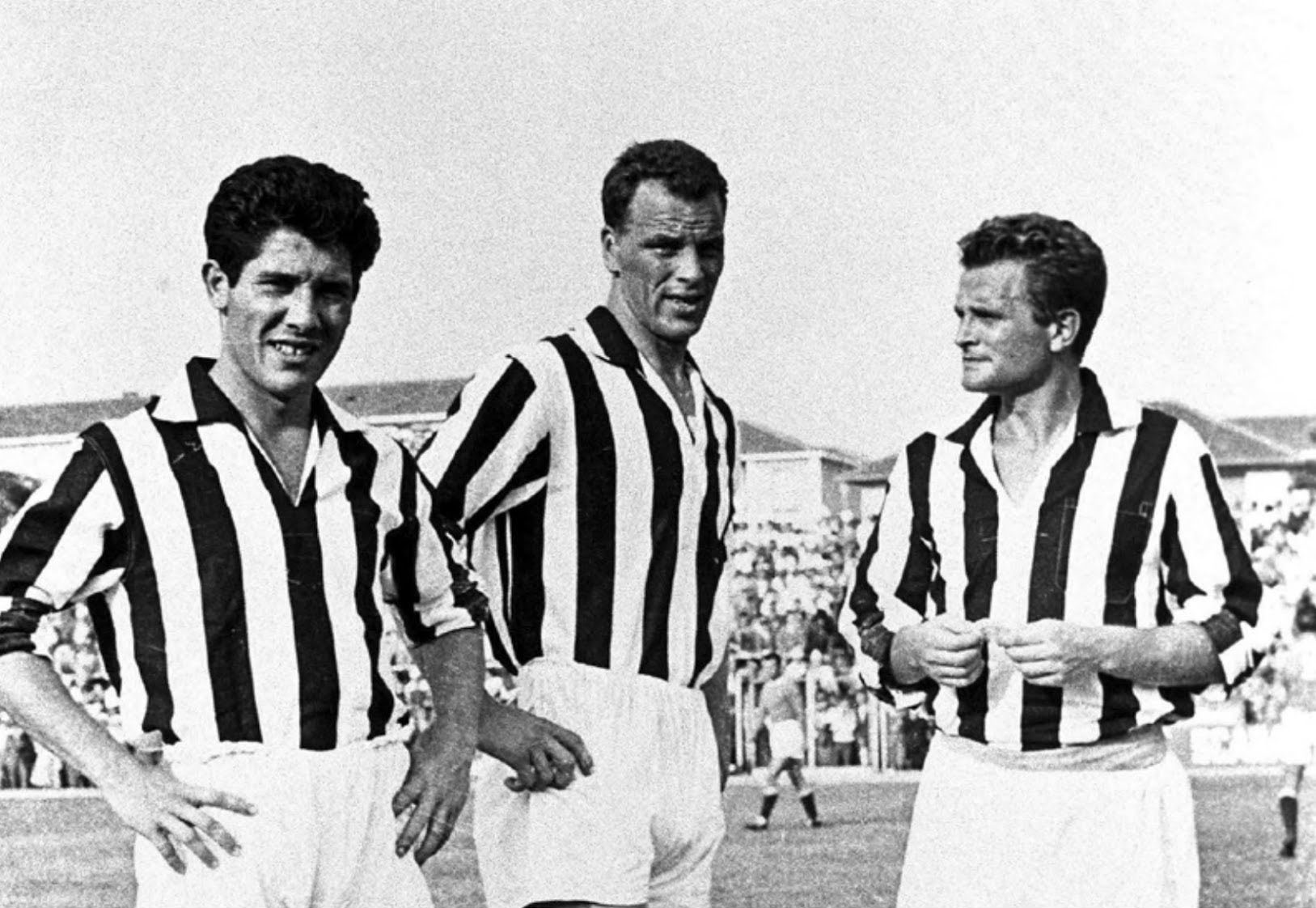
Boniperti en compagnie de Charles (entre) et Sivori (gauche), formant le célèbre « Trio magique » de la Juventus à la fin des années 1950.

Ce n'est qu'en 1957-1958 que Boniperti (surnommé Boni ou encore Marisa par ses adversaires, pour ses boucles blondes) remporte un nouveau titre dans un nouveau rôle de milieu offensif lui permettant de mettre pleinement à profit ses qualités techniques et sa vision du jeu, formant ainsi un trio exceptionnel avec le gallois John Charles et l'argentin Omar Sivori, tous deux fraichement arrivés au club (dans une attaque surnommée le « Trio magique »). Ce Trio Magico s'impose rapidement dans le paysage du football italien, et parvient à prendre le relais du trio milanais du début de la décennie des suédois du « Gre-No-Li ». Le 16 novembre 1958 (lors d'une défaite en Serie A 5-4 contre le Milan AC), il dépasse Felice Borel et ses 163 buts en bianconero et devient alors le meilleur buteur de l'histoire du club (avant d'être à son tour dépassé par Alessandro Del Piero un peu moins de quarante-huit ans plus tard). Le 16 décembre de la même année, Boniperti se retrouve parmi les meilleurs d'Europe et termine à la 25e place du classement final au Ballon d'or 1958 avec un vote. C'est également en 1958 que Boniperti publie son livre, « La Mia Juventus ».
Suivront rapidement le troisième et le quatrième titre avec l'image d'une équipe exceptionnelle, parmi les plus fortes de tous les temps. Le 20 décembre 1959 (lors d'un match nul en Serie A 1-1 contre l'Udinese), il dépasse Giovanni Varglien et ses 410 matchs en bianconero et devient alors le joueur le plus capé de l'histoire du club (avant d'être à son tour dépassé par Giuseppe Furino un peu moins de vingt-deux ans plus tard). Le 8 janvier 1961, il devient le premier joueur juventino à atteindre la barre des 450 matchs disputés sous les couleurs du club (lors d'un match nul 2-2 contre l'Atalanta). Après ces succès, en 1961, Boniperti dit adieu à contrecœur au monde du foot : même s'il aurait voulu continuer, son statut de titulaire indiscutable n'est plus garanti, ce qui l'amène à se retirer à seulement 33 ans.
Il disputa son dernier match contre l'Inter, soldé par une victoire 9-1 de la Juventus : en signe de protestation, le président intériste Angelo Moratti avait aligné l'équipe junior.

#### Carrière en équipe nationale

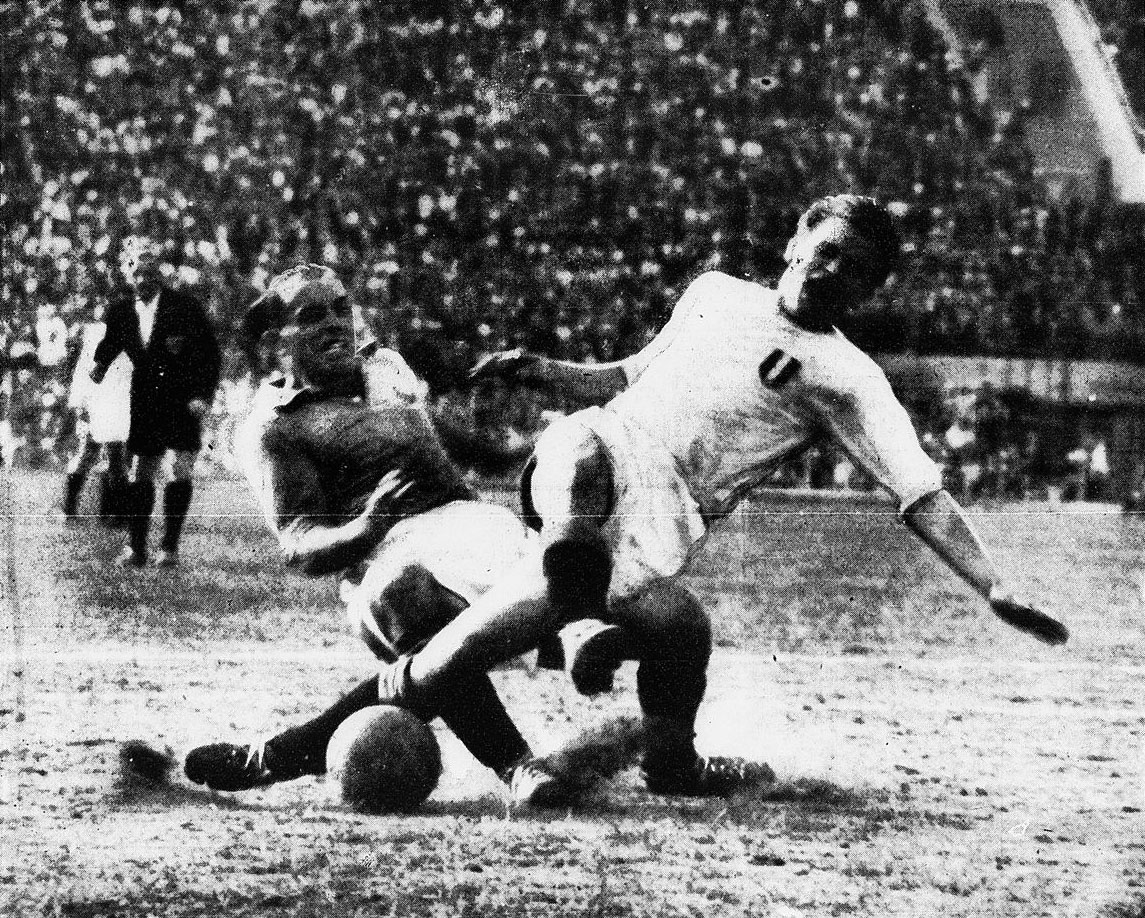
Boniperti taclé par Marche dans le match amical entre l'Italie et la France (4-1), Genoa, 3 juin 1951.

Après seulement 14 matchs joués en Serie A, il joue pour la première fois sous le maillot italien le 9 novembre 1947, remplaçant le milieu offensif Guglielmo Gabetto lors de la défaite italienne 5-1 face à l'Autriche. En 1949, il signe son premier but en équipe nationale lors de sa deuxième apparition, une nouvelle fois contre les autrichiens.
Il ne connut jamais de grands succès avec la Nazionale, participant à l'aventure malchanceuse du Mondial de football 1954, inscrivant un but à la 44e minute contre la Suisse alors que l'Italie ne parvient pas à se qualifier pour la phase finale de la Coupe du monde 1958.
Il comptabilise finalement 38 sélections en équipe nationale et inscrit 8 buts, sans pour autant bénéficier d'une place de titulaire indiscutable.

#### Carrière de dirigeant
Peu après sa retraite, il est tout d'abord sollicité par la famille Agnelli pour occuper un rôle de superviseur technique au sein du club pour quelque temps, assisté notamment par Ercole Rabitti.
Il devient ensuite le nouveau président du club, rôle qu'il assuma pendant près de 20 ans, assisté pendant de nombreuses années par son bras droit et comptable du club Sergio Secco (père d'Alessio Secco). il a occupé le poste de président d'honneur.
Durant sa période de présidence (entre 1971 et 1990), Boniperti, adepte du « Style Juventus » (discretion, labeur et humilité) et de l'efficacité, n'hésitait pas à diminuer les salaires de ses joueurs s'ils ne remportaient pas le scudetto à la fin de la saison. En 1982, il parvient à faire venir le joueur polonais Zbigniew Boniek, conseillé, selon ses propres dires, par le pape Jean-Paul II lui-même, également polonais,.

### Carrière politique
Aux élections européennes de 1994, il est candidat du parti Forza Italia et est élu député européen. Il occupera ce rôle jusqu'en 1999.
Le 30 septembre 1991, le président de la République italienne le nomme grand officier de l'ordre du Mérite de la République italienne.
Il meurt le 18 juin 2021 à Turin, à l'âge de 92 ans.

## Palmarès

### Club
Juventus
- Championnat d'Italie (5) :
  - Champion : 1949-50, 1951-52, 1957-58, 1959-60 et 1960-61.
  - Vice-champion : 1946-47, 1952-53 et 1953-54.
  - Meilleur buteur : 1947-48 (27 buts).
- Coupe d'Italie (2) :
  - Vainqueur : 1958-59 et 1959-60.

En mai 2017, le magazine So Foot l'a classé premier du classement des 50 joueurs ayant écrit l'histoire de la Juventus.

### Sélection
- 38 sélections et 8 buts avec l'équipe d'Italie entre 1947 et 1960.

### Distinctions personnelles
- Meilleur buteur du championnat d'Italie : 1948 (27 buts).

## Statistiques
| Club               | Saison    | Championnat | Championnat | Championnat | Coupe  | Coupe | Coupe d'Europe | Coupe d'Europe | Coupe d'Europe | Total  | Total |
| Club               | Saison    | Comp.       | Matchs      | Buts        | Matchs | Buts  | Comp.          | Matchs         | Buts           | Matchs | Buts  |
| ------------------ | --------- | ----------- | ----------- | ----------- | ------ | ----- | -------------- | -------------- | -------------- | ------ | ----- |
| Juventus ( Italie) | 1946-1947 | A           | 6           | 5           | –      | –     | –              | –              | –              | 6      | 5     |
| Juventus ( Italie) | 1947-1948 | A           | 40          | 27          | –      | –     | –              | –              | –              | 40     | 27    |
| Juventus ( Italie) | 1948-1949 | A           | 32          | 15          | –      | –     | –              | –              | –              | 32     | 15    |
| Juventus ( Italie) | 1949-1950 | A           | 35          | 21          | –      | –     | –              | –              | –              | 35     | 21    |
| Juventus ( Italie) | 1950-1951 | A           | 37          | 22          | –      | –     | –              | –              | –              | 37     | 22    |
| Juventus ( Italie) | 1951-1952 | A           | 33          | 19          | –      | –     | CL             | 2              | 3              | 35     | 22    |
| Juventus ( Italie) | 1952-1953 | A           | 29          | 7           | –      | –     | –              | –              | –              | 29     | 7     |
| Juventus ( Italie) | 1953-1954 | A           | 30          | 14          | –      | –     | –              | –              | –              | 30     | 14    |
| Juventus ( Italie) | 1954-1955 | A           | 27          | 9           | –      | –     | –              | –              | –              | 27     | 9     |
| Juventus ( Italie) | 1955-1956 | A           | 31          | 6           | –      | –     | –              | –              | –              | 31     | 6     |
| Juventus ( Italie) | 1956-1957 | A           | 24          | 4           | –      | –     | –              | –              | –              | 24     | 4     |
| Juventus ( Italie) | 1957-1958 | A           | 34          | 8           | 6      | 1     | –              | –              | –              | 40     | 9     |
| Juventus ( Italie) | 1958-1959 | A           | 26          | 8           | 3      | 0     | C1 + CA        | 2 + 2          | 0 + 0          | 33     | 8     |
| Juventus ( Italie) | 1959-1960 | A           | 31          | 7           | 3      | 0     | CA             | 2              | 0              | 36     | 7     |
| Juventus ( Italie) | 1960-1961 | A           | 28          | 6           | 1      | 0     | C1             | 1              | 0              | 30     | 6     |
| Total carrière     |           |             | 443         | 178         | 13     | 1     |                | 9              | 3              | 465    | 182   |